# Internationaal Verdrag inzake de bescherming van alle personen tegen gedwongen verdwijning
Het Internationaal Verdrag inzake de bescherming van alle personen tegen gedwongen verdwijning, ook wel VN-verdrag tegen gedwongen verdwijningen (ICPPED) is een op 20 december 2006 onder de auspiciën van de Verenigde Naties tot stand gekomen verdrag. Het verdrag heeft als doel het voorkomen, en de bestraffing van de daders, van gedwongen verdwijningen.

## Geschiedenis
Op 18 december 1992 nam de Algemene Vergadering van de Verenigde Naties de Verklaring inzake de bescherming van alle personen tegen gedwongen verdwijning aan. In deze verklaring veroordeelde de Algemene Vergadering het gebruik van gedwongen verdwijningen en drong zij aan op criminalisering van het gebruik. Op 17 juli 1998 kwam het Statuut van Rome tot stand. In het statuut was een nieuwe categorie aan de misdrijven tegen de menselijkheid toegevoegd: de gedwongen verdwijning. Mede naar aanleiding hiervan besloot de Mensenrechtencommissie van de Verenigde Naties om een werkgroep op te richten, die het doel had om een internationaal verdragen voor de bescherming tegen gedwongen verdwijning te ontwerpen. Deze werkgroep kwam op 2 februari 2006 met een ontwerpverdrag voor de bescherming van alle personen tegen gedwongen verdwijning. De Mensenrechtenraad van de Verenigde Naties nam het ontwerp op 29 juni 2006 aan en verzocht de Algemene Vergadering ook om het ontwerp aan te nemen. Op 20 december 2006 nam de Algemene Vergadering van de Verenigde Naties het ontwerp, zonder stemming, aan en opende zij het verdrag voor ondertekening in Parijs. Het verdrag trad na 20 ratificaties op 23 december 2010 in werking.

## Inhoud
Het verdrag verbiedt de gedwongen verdwijning van personen onder alle omstandigheden en stelt dat het delict een onder omstandigheden een misdrijf tegen de menselijkheid is (namelijk indien het gebruik van gedwongen verdwijningen verworden is tot een wijdverbreide of systematische praktijk). Het verdrag verbindt de partijen om gedwongen verdwijning te criminsaliseren, onder meer door strafbaarstelling en het vestigen van rechtsmacht. Daarnaast verplicht het verdrag de partijen om verdachten te vervolgen of uit te leveren (het beginsel van aut dedere aut judicare). Gedwongen verdwijning wordt omschreven als "de arrestatie, gevangenhouding, ontvoering of elke andere vorm van vrijheidsontneming door vertegenwoordigers van de Staat of door personen of groepen personen die optreden met de machtiging of steun van of bewilliging door de Staat, gevolgd door een weigering een dergelijke vrijheidsontneming te erkennen of door verhulling van het feit zelf of van de verblijfplaats van de verdwenen persoon, waardoor deze buiten de bescherming van de wet geplaatst wordt." Om sprake te zijn van gedwongen verdwijning is het dus niet nodig dat de gevangene ook de dood vindt. Wel moet er sprake zijn van drie andere cumulatieve vereisten: betrokkenheid van de overheid, vrijheidsbeneming en de verhulling daarvan. Voor strafbaarheid is niet vereist dat iemand alle vereisten vervuld. Ook wordt aangenomen dat de betrokkenheid van de overheid niet gedurende de gehele periode van verdwijning noodzakelijk is. Doordat gedwongen verdwijning omschreven is als een voortdurend misdrijf, eindigt het pas als er duidelijkheid is over het lot van de verdwenene. Iemand die betrokken is of raakt bij een gedwongen verdwijning blijft zich dus strafbaar maken tot er duidelijkheid is "over het lot of de verblijfplaats van die personen".

## Internationaal strafhof
Artikel 7 van het Statuut van Rome stelt de gedwongen verdwijning van personen strafbaar als misdrijf tegen de menselijkheid. Hiervoor moet de dader: ofwel een ander arresteren, gevangen houden of ontvoeren; dan wel weigeren om de arrestatie, gevangenhouding, of ontvoering te bevestigen, of informatie te geven over het lot of de verblijftplaats van die persoon. Bovendien moet de verdwijning door of met machtiging, ondersteuning of bewilliging van een staat of politieke organisatie worden uitgevoerd. Daarnaast moet het misdrijf deel uitmaken van een wijdverbreide of stelselmatige aanval gericht tegen een burgerbevolking. Daarnaast heeft het Internationaal Strafhof alleen bevoegdheid om gedwongen verdwijningen ná inwerkingtreding van het statuut (1 juli 2002) te berechten. Hoewel de definities grotendeels overeenkomen zijn zij niet identiek.

## In Nederland
Naar aanleiding van de toetreding tot het Statuut van Rome kende Nederland al de gedwongen verdwijning van personen als misdrijf tegen de menselijkheid in de Wet internationale misdrijven. Om aan zijn verdragsverplichtingen te voldoen moest Nederland het misdrijf ook apart strafbaar stellen. Dit gebeurde in artikel 8a WIM. Daanaast moest Nederland de redactie van het artikel aanpassen, omdat er kleine verschillen zaten tussen de redactie in het Statuut en het verdrag. Op 1 januari 2011 werd de omschrijving van het misdrijf veranderd van 'gedwongen misdrijf van personen' naar 'gedwongen misdrijf van persoon'. Daarnaast werden de woorden 'elke andere vorm van vrijheidsontneming', 'verhulling van het lot en van de verblijfplaats' en 'buiten de bescherming van de wet plaatsen' toegevoegd en het woord 'langdurig' werd geschapt.